# Estadio Capitán Jaime Solá
El Estadio Capitán Jaime Solá es un estadio de fútbol ubicado en la localidad de La Florida, Tucumán, Argentina. Este es propiedad del Club Social y Deportivo La Florida, encontrándose sobre la avenida Rómulo Chirino a dos cuadras del Ingenio azucarero La Florida.

## Historia
El Club La Florida fue fundado el 17 de diciembre de 1917, ganando su primer título local en 1950. El estadio fue inaugurado en 1968 con un partido entre La Florida y Boca Juniors, ganando el equipo local. El recinto deportivo se realizó con ayuda del ingenio azucarero La Florida y el dirigente capitán Jaime Solá, razón por la cual el estadio recibe el nombre del militar.
El 4 de mayo de 2003 La Florida jugó la ida de la final del Argentino B contra Unión de Sunchales en el estadio, logrando el ascenso en Sunchales para el Argentino A. El recinto posee tribunas en sus 4 costados, con capacidad para 4000 personas.